# Чубрило, Елена
Елена Чубрило (серб. Јелена Чубрило, 9 января 1994, Белград) — сербская футболистка, выступающая на позиции нападающей за российский клуб Локомотив и сборную Сербии.

## Карьера
Вместе со своей сестрой Марией занимались легкой атлетикой с шести лет. Футболом начала заниматься случайно, на турнире по мини-футболу в городе Степоеваце была замечена тренером лазаревацкого ЛАСКа Дарко Стояновичем. Стала выступать за этот клуб в возрасте с одиннадцати до семнадцати лет, после со своей сестрой перешла в «Спартак Суботица», с которым она играла в Лиге чемпионов. После того, как она отказалась подписать новый контракт с клубом, руководство «Спартака» решило её отстранить, поэтому летом 2014 года она покинула клуб. В начале следующего года она присоединилась к греческому клубу «Амазонес Драмас», где забила два гола в своем первом официальном матче. После этого она провела некоторое время в хорватском «Осиеке», а вскоре после этого переехала в «Олимпию» из Любляны. Она также Играла за австрийский Сент-Пельтен. После ненадолго вернулась в Сербию во второй половине 2016 года, где она снова вместе со своей сестрой играла за «Слогу Раднички» из Земуна. В следующем году она вернулась в Олимпию, а затем переехала в литовскую «Гинтру». В августе 2018 Елена Чубрило подписала контракт с мадридским Вальекано.
В 2020 году Елена вернулась в «Гинтру» и играла за чемпионов Литвы в литовской А-лиге; забила 25 голов в 17 матчах.
В январе 2023 года она переехала в Турцию и подписала контракт с «Фатих Ватан Спор», и сыграла во второй половине турецкой женской Суперлиги 2022—2023.
В июле 2024 года перешла в московский «Локомотив». За 15 матчей, проведённых за «Локомотив» в Чемпионате и Кубке во второй половине сезона 2024 забила 8 мячей и завоевала Кубок России 2024.
Игрок сборной Сербии с 2013 года.

## Достижения
«Спартак» (Суботица)
- Чемпионка Сербии (3): 2011/2012, 2012/2013, 2013/2014

«Гинтра»
- Чемпионка Литвы (3): 2017, 2020, 2021

«Локомотив»
- Обладательница Кубка России (1): 2024